# 河瀬城
河瀬城（かわせじょう）は、滋賀県彦根市にあった日本の城。

## 概要
南北朝時代に京極宗氏の子定信が池田姓を名乗って河瀬城を築き同時に天台宗遠久寺（おんきゅうじ - 廃寺時期は不明）を建立したのが始まりである。その後は郡家を勤めていた犬上君（いぬかみのきみ）の子孫にあたる河瀬大和守秀宗が1500年代前半に居城した。同時期に出城として甘露城・蓮台寺城を築いた。しばらくは出城である甘露城・蓮台寺城と共に周辺を統治していたが、1552年10月28日に三好長慶に攻められ八木城から敗走してきた香西・波多野連合軍を河瀬氏は匿ったが三好軍勢に周囲を包囲されたため降伏した。これにより城は荒廃しつつあったが、仏教に厚く帰依していた秀宗は1574年佐目にあった法蔵寺の移転を受け入れ寺院と城郭の一体化したものに変えていった。廃城は諸説あるが、関ヶ原の戦い以前1500年代後半ごろとされている。廃城後は法蔵寺が引き続き当地にあり現在に至っている。2012年の彦根市教育委員会文化財課の調査によると河瀬神社付近の遺構が河瀬城のものと推定され本項の遺構は南河瀬城のものと推定されている。

## 河瀬氏
上述の犬上君が周辺一帯を治めていた背景からその末裔である河瀬氏は中世末期に多賀大社の大神主として実権を握っていた。

## 所在していた場所
- 近江国河瀬村南川瀬（現滋賀県彦根市南川瀬町）